# Karanglewas Kidul
Karanglewas Kidul is een bestuurslaag in het regentschap Banyumas van de provincie Midden-Java, Indonesië. Karanglewas Kidul telt 4741 inwoners (volkstelling 2010).